# Châteaux en Espagne (pièce de théâtre)
Pour le film, voir Châteaux en Espagne.
Châteaux en Espagne est une pièce de théâtre de Sacha Guitry, une comédie en quatre actes créée au Théâtre des Variétés en 1933.